# Violencia de pareja

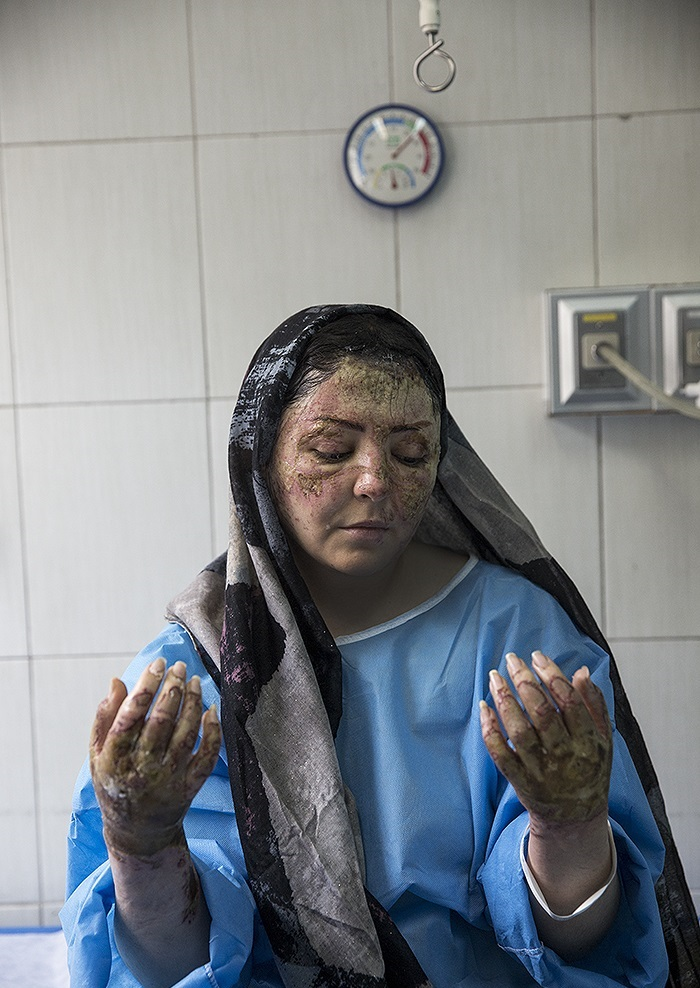
Maryam, víctima de un ataque con ácido, Teherán - 28 de abril de 2018

La violencia de pareja, violencia conyugal o violencia marital, en conjunto con el maltrato infantil, el maltrato a personas con diagnósticos de salud mental, el maltrato a personas de la tercera edad y la violencia entre hermanos es una de las formas más recurrentes de violencia intrafamiliar, y aunque diversos autores indican que este tipo de violencia en general es un término aplicado a aquellas acciones coercitivas de alguien hacia su pareja —debido a que es el tipo de violencia es más representativo dentro de la violencia de pareja; sea ésta una mujer o un hombre en el caso de heterosexual o al mismo género en el caso homosexual—, en realidad este es un fenómeno psicosocial que afecta a ambos sexos, siendo probable que muchas investigaciones aplicadas al tema estén influenciadas por el número mayor de denuncias provenientes de mujeres, o bien, porque al consultar la prevalencia de violencia de pareja en sondeos, dicha información es omitida por parte de los encuestados/as.
Este tipo de violencia incluye todas aquellas formas de abuso que tienen lugar en las relaciones de quienes sostienen o han sostenido un vínculo afectivo relativamente estable, e incluye aquel dirigido a la mujer, hacia el hombre o aquellos en que la violencia es cruzada o recíproca. Así, se puede indicar que:

«La violencia de pareja es un conjunto complejo de distintos tipos de comportamientos violentos, actitudes, sentimientos, prácticas, vivencias y estilos de relación entre los miembros de una pareja íntima, que produce daño y malestar grave a la víctima» (de Celis, 2011, p. 96).

La violencia de pareja debe diferenciarse de lo que se entiende como violencia de género, toda vez que esta se sitúa en el tipo de violencia física o psicológica ejercida contra cualquier persona sobre la base de su sexo o género, abarcando, por lo tanto, también a parte de la primera.

## El ciclo de la violencia conyugal
El ciclo de la violencia es una teoría desarrollada en la década de 1970 por Lenore Walker, que a través de la utilización de la teoría del aprendizaje social trató de explicar los patrones de comportamiento presentes en aquellas relaciones abusivas de algunas de sus personas; ésta se apoya en la idea de que las relaciones abusivas, una vez establecidas, se caracterizan por un patrón repetitivo predecible de abuso, ya sea emocional, psicológico o físico. Además, Walker sugiere que los períodos sostenidos de vivir en un ciclo puede dar lugar a la indefensión aprendida y al síndrome de persona maltratada.
Este concepto es ampliamente utilizado en programas asociados a violencia de pareja tanto en Estados Unidos como en América Latina, aunque sus críticos argumentan que la teoría es errónea, ya que no posee la universalidad sugerida por Walker, no describe con precisión todo tipo de relaciones abusivas —en especial aquellas observables en las relaciones homosexuales, aunque podrían asemejarse al que ocurre en aquellas heterosexuales—, y puede favorecer las presunciones ideológicas a través de datos empíricos.
Dentro de este ciclo se pueden identificar al menos tres etapas sucesivas primordiales:
- Fase de tensión creciente (acumulación de la tensión): En esta primera etapa se incrementa la tensión y la víctima intenta progresivamente tratar agradar al abusador para que suceda la violencia. Si la violencia sigue este ciclo, la víctima puede enfrentarse con la pareja porque ha visto que la violencia es inevitable. Al hacer esto la tensión cada vez se vuelve mayor.
- Fase de tensión aguda (estallido de la violencia): La segunda etapa es donde se inicia la violencia de cualquier forma.
- Fase de amabilidad o afecto (luna de miel): Finalizando el ciclo, el abusador pide perdón a su pareja, por el remordimiento y probablemente dice que jamás sucederá por la realización de un comportamiento positivo. La persona afectada puede sentirse recompensada y lo perdona, creyendo que no va a suceder la violencia de nuevo.

## Rueda de poder y de control
La rueda de poder y de control, es un modelo sobre la violencia de pareja propuesto por Ellen Pence, fundadora del Proyecto de Intervención de Abuso Doméstico (DAIP, por sus siglas en inglés). Pence encontró en diversas entrevistas a mujeres maltratadas que, además de los golpes y el abuso sexual, las mujeres frecuentemente se sentían controladas y amenazadas por sus parejas. A partir de esta información, creó un modelo gráfico que abarca actos violentos de abuso psicológico y manipulación.

## Control coercitivo
El sociólogo Evan Stark desarrolló la teoría del control coercitivo como “formas estructurales de explotación, despojamiento y obediencia mediante el monopolio de recursos vitales y microregulaciones que limitan el comportamiento de la pareja”. Es decir, este tipo de violencia psicológica se presenta dentro de la pareja mediante acciones que limitan la independencia y una vida condicionada a los deseos del agresor. Stark explica que las personas que viven control coercitivo frecuentemente terminan aisladas de las demás y son monitoreadas constantemente, por lo que se alejan de sus amigos y familia.

## Cinco categorías de violencia doméstica
Las autoras Ellen Pence y Das Dasgupta, proponen cinco categorías para encasillar la violencia doméstica: maltrato, resistencia violenta, violencia situacional, violencia patológica y violencia antisocial. Su tipología tiene el objetivo de hacer énfasis en que no todos los tipos de violencia doméstica son iguales ni parten de las mismas motivaciones.
- El maltrato es definido como intimidación, coerción o violencia física para mantener la dominación sobre la pareja.
- La resistencia violencia es la violencia que ejercen las mujeres maltratadas en contra de su agresor.
- La violencia situacional está definida por el uso de la violencia para terminar con conflictos temporales, pero no busca el control sobre la otra persona.
- La violencia patológica ocurre en individuos que tienen una dependencia por el alcohol y las drogas, o padecen algún trastorno psicológico. En algunas ocasiones, cuando se trata la patología, también puede terminar la violencia.
- La violencia antisocial no se restringe a ningún sexo, sino que está relacionada con antecedentes de maltrato en la infancia que desarrollan una personalidad antisocial en la persona. Este tipo de personas no son violentas únicamente dentro de la pareja, sino con todo su entorno.

## Incidencia
Varios estudios realizados principalmente en Estados Unidos muestran una prevalencia que oscila entre de 2,7 a 9,3 por mil mujeres versus 0,2 a 1,4 por mil hombres, o que en 2005 aproximadamente un 80,9% de las mujeres casadas y un 10,8% de los varones con el mismo estado civil son víctimas, para el caso de aquellas relaciones de noviazgo, los datos arrojaron que un 8,8% de los varones y 83% de las mujeres son víctimas, mientras que el restante 8,1% corresponde a violencia cruzada; en 2010, de acuerdo a la National Crime Victimization Survey del total de víctimas de violencia de pareja un 80% fueron mujeres y 20% fueron varones; comparado con los datos de la National Crime Victimization Survey en 1977, donde sólo 3% de los actos de violencia dentro de la pareja implicaban a mujeres como perpetradoras y 97% a los varones, se observaría un crecimiento significativo en los reportes de prevalencia para el caso de los hombres. Respecto a los asesinatos perpetrados por hombres entre 1976 y 1987 en dicho país, se estima que un 22,81% fueron realizados contra su pareja, mientras que el 31,4% de este tipo de delito realizado por mujeres fue contra su pareja o expareja.
De acuerdo con una encuesta realizada en 2004 en Canadá, el porcentaje de varones que son víctimas físicamente o sexualmente por sus parejas fue de 6% frente al 7% para las mujeres. Sin embargo, las mujeres reportaron mayores niveles de violencia reiterada y eran más propensas que los hombres a sufrir lesiones graves, el 23% de las mujeres frente al 15% de los hombres se enfrentaron a formas más graves de violencia, incluyendo golpes, estrangulamiento o amenazas con algún tipo de arma. Además, el 21% de las mujeres frente a un 11% de los hombres fueron propensos a experimentar más de 10 incidentes violentos. Las mujeres fueron a menudo quienes experimentaron mayores niveles de violencia física o sexual por parte de su pareja actual, con un 44% de prevalencia frente al 18% de los hombres. Además, las estadísticas mostraban que el 34% de las mujeres temían por sus vidas, mientras que sólo el 10% de los hombres sentían así.
Para el caso de parejas homosexuales, en una encuesta realizada en Inglaterra se observó que al menos el 35,2% de los sujetos sondeados indicaba haber experimentado violencia por parte de su pareja.
De acuerdo a los resultados de un estudio en Australia en 2005, el 0,9% de los encuestados varones habría recibido violencia de su pareja actual —versus 2,1% de las mujeres encuestadas—, mientras que un 4,9% adujo haberla recibido de sus exparejas —versus 15% de las encuestadas—. Otro estudio del mismo país que se realizó en 1999 estimó que un 22.9% de las mujeres y 12,1% de los hombres reportó abuso físico o emocional por parte de su actual o expareja.
Respecto a las cifras disponibles en América Latina, se tiene que por ejemplo para el caso de Chile, y según cifras del año 2005 de Carabineros de Chile, un 88,4% del total de denuncias por violencia intrafamiliar las realizaron mujeres, mientras que un 8,6% fueron por parte de hombres; en México, según antecedentes de la DIF Nacional, al 2004 un 2% de las denuncias son realizadas por varones, mientras que de acuerdo a los casos de agresiones de la Secretaría de Salud en 2010, un 40% de las denuncias tienen como víctimas a los hombres, cifra similar las de INEGI respecto a la violencia percibida por jóvenes durante el noviazgo.
El abuso de pareja o la violencia doméstica es común en todo el mundo. Incluye abuso físico, emocional y sexual, amenazas, retención de dinero, y problemas de salud física y emocional que perduran en el tiempo. La asistencia activa de personas capacitadas, denominada “actividades de apoyo”, puede ayudar a las mujeres a lidiar con esto, al brindarles asesoramiento y apoyo para la planificación de su seguridad y para incrementar su acceso a diferentes servicios. Estas actividades pueden llevarse a cabo en diferentes espacios, como la comunidad o un refugio, y pueden durar desde menos de una hora hasta 80 horas.
Una revisión sistemática de 13 estudios clínicos, concluyó que el apoyo intensivo puede mejorar la vida cotidiana de las mujeres en refugios, para situaciones de violencia doméstica a corto plazo, y pueden reducir el abuso físico uno o dos años después de la intervención. No hay evidencia clara de una reducción en el abuso sexual, emocional o en general, o de que estas actividades beneficien a la salud mental de las mujeres. Tampoco está claro si las actividades de apoyo breve son eficaces, aunque estas pueden proporcionar beneficios de salud mental a corto plazo y reducir el abuso en ciertas mujeres.
La violencia ocurre en alrededor de entre el 3% y el 10% de las relaciones íntimas de los jóvenes. La violencia psicológica, física y sexual en las relaciones de pareja tiene un impacto significativo en la salud mental y física de los jóvenes. Asimismo, esta puede generar consecuencias a largo plazo, como depresión, trastornos alimenticios y abuso de sustancias, además de afectar el rendimiento escolar. Por ello, se ha planteado analizar la efectividad de ciertos programas escolares que buscan reducir o prevenir la violencia de pareja en los jóvenes.
Una revisión sistemática de 23 estudios realizados en Estados Unidos y Canadá, concluyó que los programas de prevención mejoran el conocimiento de los jóvenes con respecto a la violencia de pareja y su actitud hacia la misma. Sin embargo, estos estudios sugieren que dichos programas tienen poco impacto sobre el comportamiento. Por esto, los programas vigentes necesitan ser diseñados para apoyar de mejor manera los cambios de comportamiento, posiblemente a través de los componentes de formación de habilidades entre los estudiantes. Asimismo, estudios futuros deberían centrarse más en la medición de los comportamientos reales, en lugar de solamente conocimientos y actitudes.

## Instrumentos para la valoración del riesgo
La SARA es el instrumento empleado por los profesionales para valorar el riesgo de violencia grave. Tiene una eficacia contrastada (AUC de 0,82) y se puede emplear para diferentes contextos, como por ejemplo, demandas civiles entre parejas o exparejas, pleitos para la custodia de los hijos, denuncias por malos tratos, valoración del riesgo de reincidencia, etc. 
La SARA está diseñada para responder a las exigencias de la Ley Integral de Violencia de Género (1/2004). 
Se trata de una guía que contiene un protocolo de valoración. Otros instrumentos parecidos son el HCR-20 o el SVR-20. Esta guía consta de 20 ítems que se dividen en varias categorías y que están relacionados con factores de riesgo de criminalidad y específicos de violencia contra la pareja. Por otro lado, también dispone de un procedimiento específico para la valoración cualitativa de riesgo para situaciones especiales y con buen valor pronóstico. El pronóstico final se etiqueta como bajo, moderado o alto pero añade una indicación acerca de si el riesgo es único en relación con su pareja o a otros miembros de la familia. 
Otro instrumento es el EPV aplicado principalmente en ámbito policial, judicial y forense. Se trata de una escala que valora el riesgo de homicidio o violencia grave. Trata de reflejar la situación sociocultural en España. 
Los ítems de la EPV se agrupan en cinco categorías: datos personales, situación de la pareja, tipo de violencia, perfil del agresor y vulnerabilidad de la víctima. Una puntuación global superior a 10 en esta escala supone un riesgo alto de violencia grave contra la pareja. Algunos ítems son más discriminativos. Se emplea por la Ertzaintza para gestionar el riesgo y adoptar las medidas de protección individualizadas a las víctimas que sufren violencia de pareja.